# Ayman al-Zawahiri
Ayman al-Zawahiri (Arabisch: ايمن الظواهري) (Caïro, 19 juni 1951 – Kabul, 31 juli 2022) was de ideoloog van het terroristische netwerk Al Qaida en sinds mei 2011 de opvolger van Osama bin Laden. Washington houdt hem medeverantwoordelijk voor de aanslagen van 11 september 2001 in de Verenigde Staten en zette een beloning van 25 miljoen dollar op zijn hoofd.
Al-Zawahiri maakte in 1980 een reis naar Pesjawar en werkte in Afghanistan tijdens de Sovjet-Afghaanse Oorlog als arts voor de Rode Halvemaan. Hij was een voorman van de Egyptische terreurgroep Egyptische Islamitische Jihad en werd als een van hen gearresteerd na de moordaanslag op president Anwar Sadat in 1981.
Hij werd verder gezocht voor zijn vermeende aandeel in de aanslagen op de Amerikaanse ambassades in Tanzania en Kenia. De Verenigde Staten plaatsten een prijs op zijn hoofd van 25 miljoen dollar. Door Egypte wordt Al-Zawahiri verantwoordelijk gehouden voor de aanslag op westerse toeristen in Luxor in 1997 waarbij 68 doden vielen.
In 1998 werd bekend dat Al-Zawahiri behalve een Zwitsers ook een Nederlands paspoort had onder de naam Sami Mahmoud El Hifnawi, met cijfercombinatie 513116.
Op 13 januari 2006 voerde de CIA een raketaanval uit op het dorp Damadola in het westen van Pakistan. Deze aanval was gericht op Al-Zawahiri. Er vielen 18 slachtoffers maar Al-Zawahiri was daar niet bij. Pakistan heeft officieel geprotesteerd tegen de aanval bij de Verenigde Staten.
Hoewel Al-Zawahiri niet het charisma had van Bin Laden en bij voorkeur achter de schermen opereerde, was zijn invloed binnen de terreurorganisatie groot.
Na de dood van Bin Laden op 2 mei 2011 werd hij op 16 juni 2011 binnen Al Qaida als zijn opvolger bevestigd.
Op 1 augustus 2022 werd door Joe Biden bekendgemaakt dat Al-Zawahiri werd gedood tijdens een raketaanval met een AGM-114R9X. Later werd bekendgemaakt dat de aanslag in Kabul op zondagmorgen 31 juli 2022 om 6:18 uur plaatselijke tijd gebeurde, en dat hierbij niemand anders werd gedood. 

## Videoboodschappen
Al-Zawahiri heeft diverse videoboodschappen ingesproken, die meestal door Al Jazeera werden uitgezonden.
- 9 september 2004 verscheen Al-Zawahiri met een videoboodschap waaruit blijkt dat hij nog steeds voortvluchtig is. Hij verklaarde meer aanslagen te zullen plegen.
- 4 augustus 2005 verscheen hij met een videoboodschap waarbij hij de bomaanslagen van 7 juli 2005 in Londen weet aan de buitenlandse politiek van premier Tony Blair.
- 1 september 2005 vertoonde Al Jazeera een videoboodschap van Mohammed Sidique Khan, een van de vermoedelijke daders van de aanslagen in Londen. Deze verklaring werd gevolgd door een boodschap van Al-Zawahiri, die zei dat de aanslagen een klap in het gezicht van premier Blair waren en dat daarmee de strijd verlegd werd naar het land van de vijand.
- 30 januari 2006 reageerde hij in een video op de raketaanval van 13 januari op Damadola. Hij veroordeelde president George W. Bush voor deze aanslag.
- 27 juli 2006 zwoer hij in een videoboodschap wraak voor de slachtoffers van de "juli-oorlog" in Libanon en Gaza. Hij verklaarde dreigend dat Al Qaida de wereld nu zag "als een slagveld dat voor ons openligt" en dat elke deelnemer van de "kruisvaarderscoalitie", met name Israël en de westerse landen, voor deze misdaad de prijs moest betalen.
- 29 september 2006 sprak hij zich uit over de controverse veroorzaakt door een toespraak van paus Benedictus XVI in Regensburg. Hij noemde de paus een charlatan, maar riep niet op tot actie.
- 20 december 2006 sprak hij zich uit tegen vervroegde verkiezingen voor de Palestijnse Autoriteit.
- 5 januari 2007 sprak hij zijn steun uit voor de Unie van Islamitische Rechtbanken in Somalië.
- 22 januari 2007 bekritiseerde hij het besluit van George W. Bush om meer troepen naar Irak te sturen.